# 香港麥當勞叔叔之家

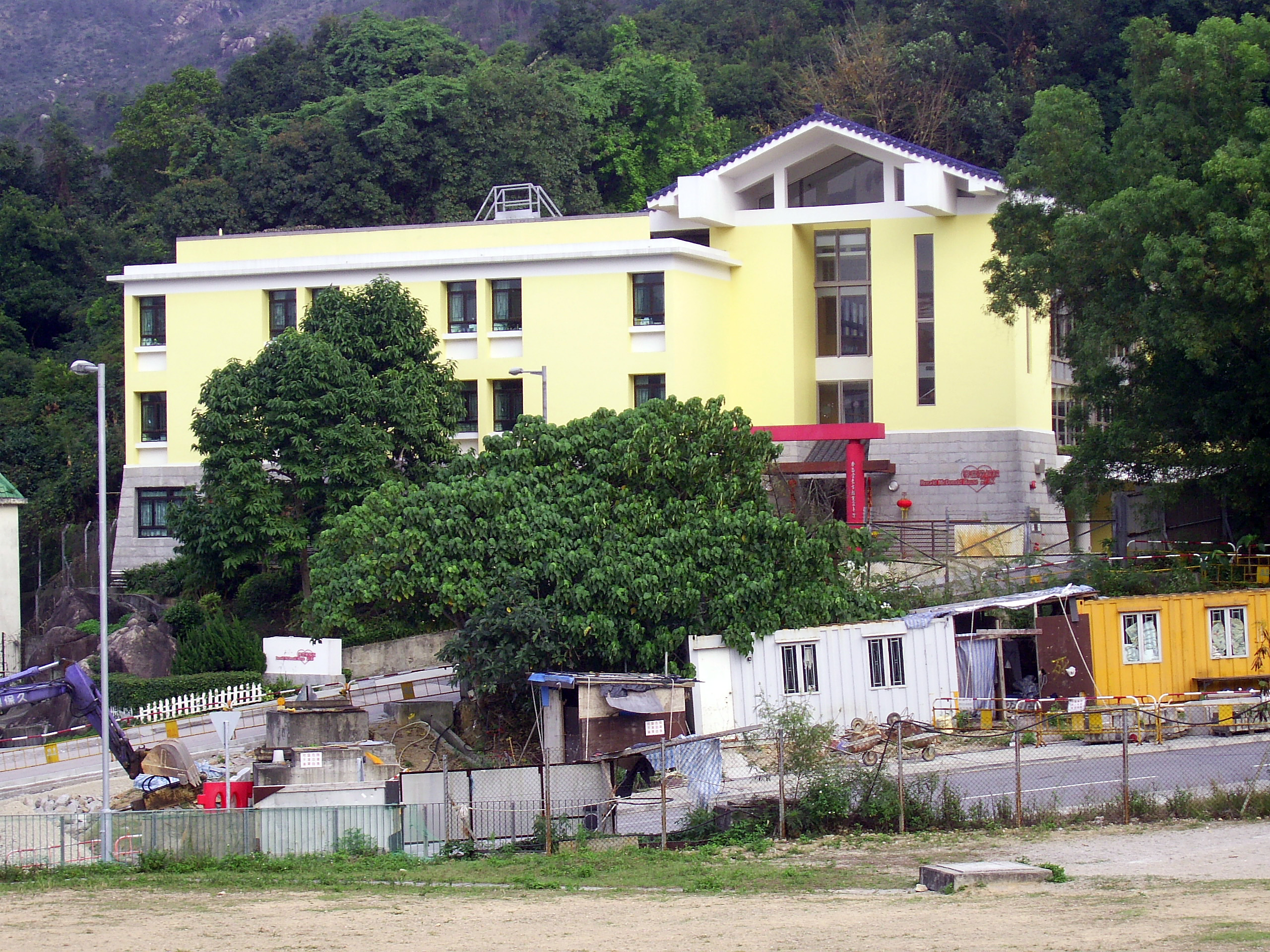
麥當勞叔叔之家沙田家舍

香港麥當勞叔叔之家（英語：Ronald McDonald House Hong Kong），1996年成立，是香港麥當勞叔叔之家慈善基金的核心計劃，目的是讓患病兒童及其家人有暫時居住的地方。入住病童一般為18歲以下，而且須要醫護人員轉介。

## 家舍
沙田家舍位於新界沙田多石村，毗鄰威爾斯親王醫院。家舍樓高3層，共提供23個附有浴室的房間，並設有客廳、廚房、飯廳、洗衣房、遊戲室、圖書館等設施。
觀塘家舍位於九龍觀塘有信街，在2023年11月20日投入服務，其位處的麥當勞叔叔之家（觀塘）賽馬會大樓，由香港賽馬會慈善信託基金捐款3億9千萬元興建，由周德年建築設計有限公司設計。樓高16層，共提供66間客房，位置毗鄰香港兒童醫院。

### 兒童愛心馬拉松
兒童愛心馬拉松是為香港麥當勞叔叔之家籌款的每年年終活動。

### 官方網站
- 香港麥當勞叔叔之家慈善基金官網 （页面存档备份，存于）